# ديفون راسيل
ديفون راسيل (بالإنجليزية: Devon Russell)‏ هو مغني جامايكي، ولد في القرن العشرين، وتوفي في 18 يونيو 1997.

## وصلات خارجية
- ديفون راسيل على موقع ميوزك برينز (الإنجليزية)
- ديفون راسيل على موقع ديسكوغز (الإنجليزية)